# Bematista
Un Bematista a la Grècia clàssica era un agrimensor especialista en mesurar la distància entre dos punts comptant els seus passos (1 pas = 1 bema (βῆμα) = 76 cm). Aquesta activitat ja existia en temps d'Heròdot (s VI aC) a l'imperi persa.

## Bematistes a la campanya d'Alexandre el Gran
Alexandre el Gran es va fer acompanyar per bematistes a la seva campanya a l'Àsia. Amb el seu suport evitava romandre blocat en l'avançada.
| « | La precisió global de les mesures dels bematistes és evident. Les petites diferències entre una mesura i l'altra podien ser adequadament explicades per petits canvis als camins durant els darrers 2300 anys. L'acurat de les mesures implica que els bematistes feien servir un dispositiu mecànic sofisticat per mesurar distàncies, sense dubte, un odòmetre, com fou descrit per Heró d'Alexandria. | » |
| — \| « \| Engels \| » \| \| — p. 158 \| \| \|, The overall accuracy of the bematists' measurements should be apparent. The minor discrepancies of distance can be adequately explained by slight changes in the tracks of roads during the last 2,300 years. The accuracy of the measurements implies that the bematists used a sophisticated mechanical device for measuring distances, undoubtedly an odometer such as described by Heron of Alexandria | |   |
| « | Engels | » |
| — p. 158 | |   |